# Parafia św. Aleksego w Żmerynce
Parafia św. Aleksego w Żmerynce – parafia znajdująca się w diecezji kamienieckiej w dekanacie barskim, na Ukrainie. Liczy ok. 600 wiernych.

## Historia
Mimo dużej społeczności katolickiej w mieście władze rosyjskie odmawiały udzielenia zgody na budowę kościoła katolickiego. Dwóch żmeryńskich Polaków postanowiło ubiegać się o audiencje u cara Mikołaja II i poprosić monarchę o wydanie zgody. Mikołaj II zgodził się na budowę z zastrzeżeniem, że świątynia będzie nosiła wezwanie św. Aleksego na cześć niedawno narodzonego następcy tronu Aleksego Romanowa i że w tym kościele codziennie będą odprawiane msze w intencji cesarskiego syna. Car częściowo pokrył również koszty budowy.
Kościół wybudowano w latach 1904 - 1910. 17 lipca 1910 został on konsekrowany. Prace wykończeniowe trwały do 1912. Przed rewolucją październikową parafia liczyła ok. 2500 wiernych.
W 1936 komuniści zamknęli kościół oraz zniszczyli wieże, dzwonnice i figurę Chrystusa. Ponownie otwarty w 1941 podczas okupacji rumuńskiej. W latach 1950–1952 świątynia była ponownie zamknięta. Po 1990 wyremontowana.